# 日本書作家協会
公益社団法人日本書作家協会（にほんしょさっかきょうかい）は、書道の普及事業などを実施している公益法人。元文部科学省所管。1959年に中央区京橋に開設し、1973年に社団法人の認可を得る。書道通信教育講座、文化庁と毎日新聞社の後援（2008年第49回展実績）による新興書道展、協賛する書人による書作家展等を実施している。略称は、書作家協会。

## 本部所在地
東京都中央区京橋2-6-6　藤木ビル

## 歴代会長
初代木村卜堂（1959年 - 1975年）
二代木村東道（1975年 - 2007年）
三代高際翠邦（2007年 - 2012年）
四代木村朱炎（2012年 - ）

## 主な活動内容

### 通信教育部
- 競書雑誌「書作家」による通信教育
- 毎月の検定及び作品の添削
- 春秋2回の昇段試験実施

### 認定試験部
- 書道教師資格認定試験実施（年2回）
- 認定証の授与

### 展覧会部
- 書作家展・新興書道展の主催
- 全国学生書道展の主催

## 書作家協会発行の主な図書
- 『日本と中国の書史』
- 『卜堂千字文 楷書篇』
- 『卜堂千字文 行書篇』
- 『卜堂千字文 草書篇』
- 『初級講座 楷書篇』
- 『初級講座 行書篇』
- 『初級講座 草書篇』
- 『初級講座 かな篇』
- 『初級講座 百人一首』
- 『書道細字講座』